# Потье де Жевр, Франсуа-Жоашен-Бернар
Франсуа-Жоашен-Бернар Потье де Жевр (фр. François-Joachim-Bernard Potier de Gesvres; 29 сентября 1692 — 19 сентября 1757), 3-й герцог де Жевр, пэр Франции — французский государственный и военный деятель.

## Биография
Сын Франсуа-Бернара Потье де Жевра, герцога де Трем, и Мари-Мадлен-Луизы-Женевьевы де Сегльер.
Сеньор де Сент-Уан.
Кампмейстер кавалерийского полка своего имени (7.01.1710), бригадир кавалерии (1.02.1719).
В 1716 году стал наследником должности первого дворянина Палаты короля, принадлежавшей его отцу; принес присягу 22 февраля 1717.
4 мая 1722 участвовал в заседании Парламента в качестве пэра, после того, как отец отказался от этого титула в его пользу.
8 ноября стал наследником должности губернатора Парижа, 10 декабря принес присягу в Парламенте.
Был объявлен наследником постов губернатора и капитана охот в Монсо, принадлежавших графу д'Эврё.
2 февраля 1728 пожалован в рыцари орденов короля; цепь ордена Святого Духа 16 мая.
12 апреля 1739 стал герцогом, первым дворянином Палаты короля и великим бальи Валуа, в мае 1742 стал губернатором Иль-де-Франса, в январе 1753 губернатором и капитаном охот в Монсо.

## Семья
Жена (2.06.1709): Мари-Мадлен Мазерани (ум. 8.07.1717), дочь Бартелеми Мазерани, сеньора де Ла-Верьер, рекетмейстера, и Жанны-Батисты Лефевр де Комартен. Брак бездетный. Наследовал младший брат Луи-Леон Потье де Жевр